# Urola (bướm đêm)
Urola là một chi bướm đêm thuộc họ Crambidae.

## Các loài
- Urola fimbrialis (Dyar, 1914)
- Urola furvicornis (Zeller, 1877)
- Urola nivalis Drury, 1773